# Grujecznik japoński
Grujecznik japoński (Cercidiphyllum japonicum Siebold & Zucc.) – gatunek drzewa należącego do rodziny grujecznikowatych. Występuje w Chinach oraz Japonii. Uprawiany jest jako drzewo ozdobne. Ajnowie wykorzystywali grujecznik do wyrobu dłubanek i broni. W Japonii z bardzo trwałego drewna grujeczników wyrabia się meble i panele.

## Morfologia

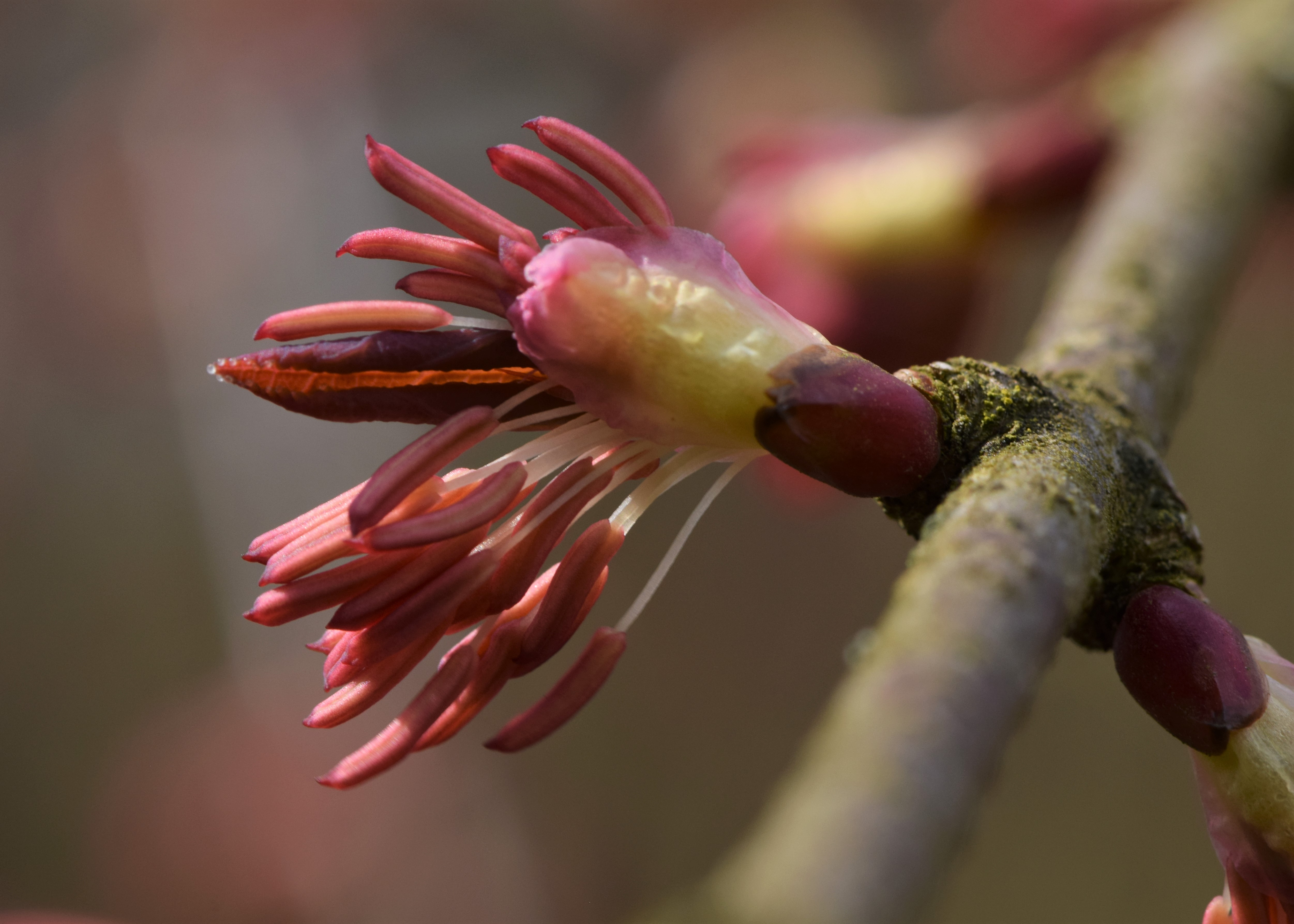
Kwiaty męskie

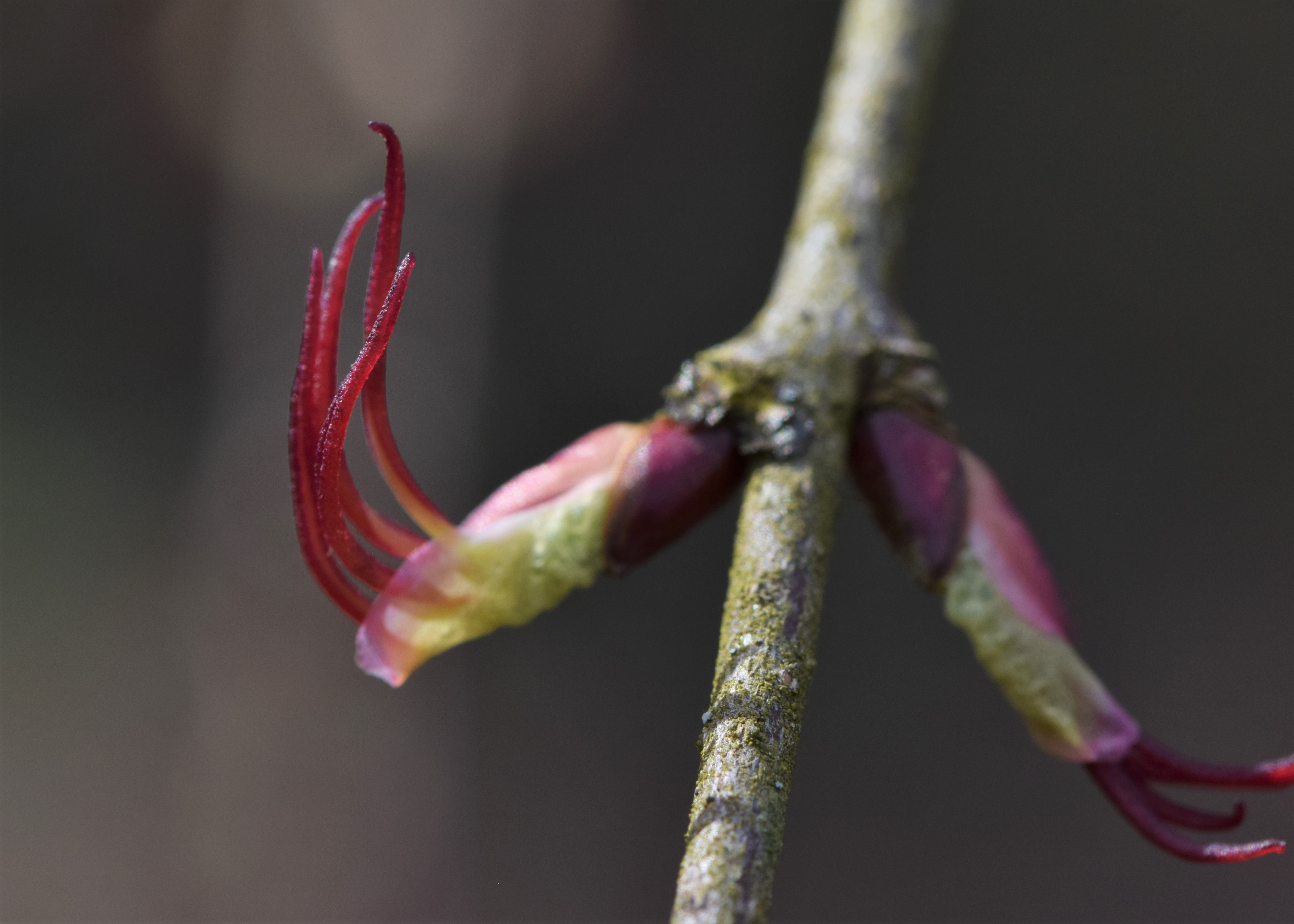
Kwiaty żeńskie

PokrójDrzewo osiąga ok. 40 m wysokości w ojczyźnie i 20 m w Polsce. Gałęzie wyrastają prawie od samej ziemi.
LiścieNaprzeciwległe o długości 6–12 cm i szerokości do 6 cm, całobrzegie, szerokie i owalne do okrągławych, z przodu bardzo krótko zaostrzone, a u nasady głęboko sercowato wcięte. Niekiedy brzegi znaczą bardzo delikatne, tępe ząbki. Z wierzchu liści są matowe, zielone albo szarozielone i nagie, a pod spodem – wyraźnie niebiaskawozielone. Ogonki liściowe mają 3–6 cm długości i są ciemnoczerwonej barwy. Wiosną są czerwonawe, latem niebieskawozielone, a jesienią jaskrawożółte, pomarańczowe lub czerwone.
KwiatyDrzewo dwupienne. Kwiaty męskie składają się prawie wyłącznie z pęczków czerwonawych pręcików i stoją licznie w pachwinach pączków. Kwiaty żeńskie tak samo w pęczkach, stojące w pachwinach pączków, mają skręcone czerwone znamiona, długości około 5 milimetrów. Pojawiają się przed rozwojem liści. Kwitnie od marca do maja.
OwoceBłyszczące, jasnozielone i pozaginane mieszki długości 1,5–2 cm, zawierają dużą liczbę oskrzydlonych nasion w kolorze brązowym.

## Biologia i ekologia
Na naturalnych stanowiskach tworzy górne piętro lasu. Rośnie w miejscach wilgotnych i żyznych w górach i na głębokich, żyznych glebach na nizinach. Za młodu rośnie szybko – osiąga 4 m wysokości po 5 latach, 20 m po 50 latach, jest drzewem długowiecznym.
Ma dwie formy liści. Tylko na długopędach liście są naprzeciwległe i pierzasto unerwione. Stanowią one większość. Na krótkopędach natomiast liście stoją skrętolegle, a ich unerwienie jest dłoniaste. Ta różnolistność jest uważana za cechę stosunkowo pierwotną. Podobnie są oceniane cechy kwiatów. Kwiaty są jednopłciowe i rozdzielone na różne osobniki (dwupienność). Kwiaty żeńskie składają się z jednego owocolistka, który przy dojrzewaniu rozwija się w jeden wielonasienny mieszek. Otwiera się on na szwie brzusznym i uwalnia mnóstwo małych, płaskich, oskrzydlonych nasion.
Żółknące liście wydzielają aromat przyprawy do pierników lub karmelu, ale tylko póki są na gałęziach. Gdy opadną, stają się bezwonne. Ten aromat liści nie może być jednak wykorzystany, ponieważ znika podczas suszenia liści. Jego struktura chemiczna nie została poznana.

## Zastosowanie
Roślina ozdobnaZ powodu swych wyrafinowanych kwiatów i jesiennego przebarwienia liści uważany jest za jedno z najbardziej atrakcyjnych drzew liściastych, które z Azji Wschodniej dotarły na Zachód i mogą być tutaj uprawiane. Pozostałe na gałęziach owoce przywabiają zimą ptaki. Gatunek sadzony jest w parkach i kolekcjach.
UprawaNajlepiej czuje się w miejscach nieco ocienionych, w pełnym słońcu wolniej rośnie. Wymaga podłoża żyznego i wilgotnego, o odczynie lekko kwaśnym lub obojętnym (pH 6-7). Nie zagrażają mu choroby i szkodniki. Mróz może zaszkodzić tylko młodym roślinom, dlatego w pierwszych latach warto je okrywać. Nie trzeba przycinać.

## Galeria

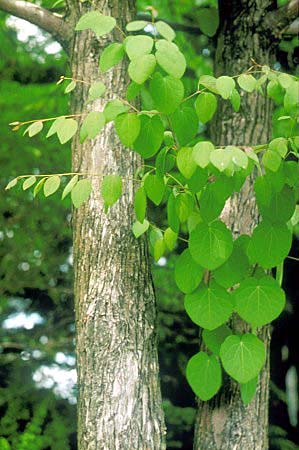
Pień i liście
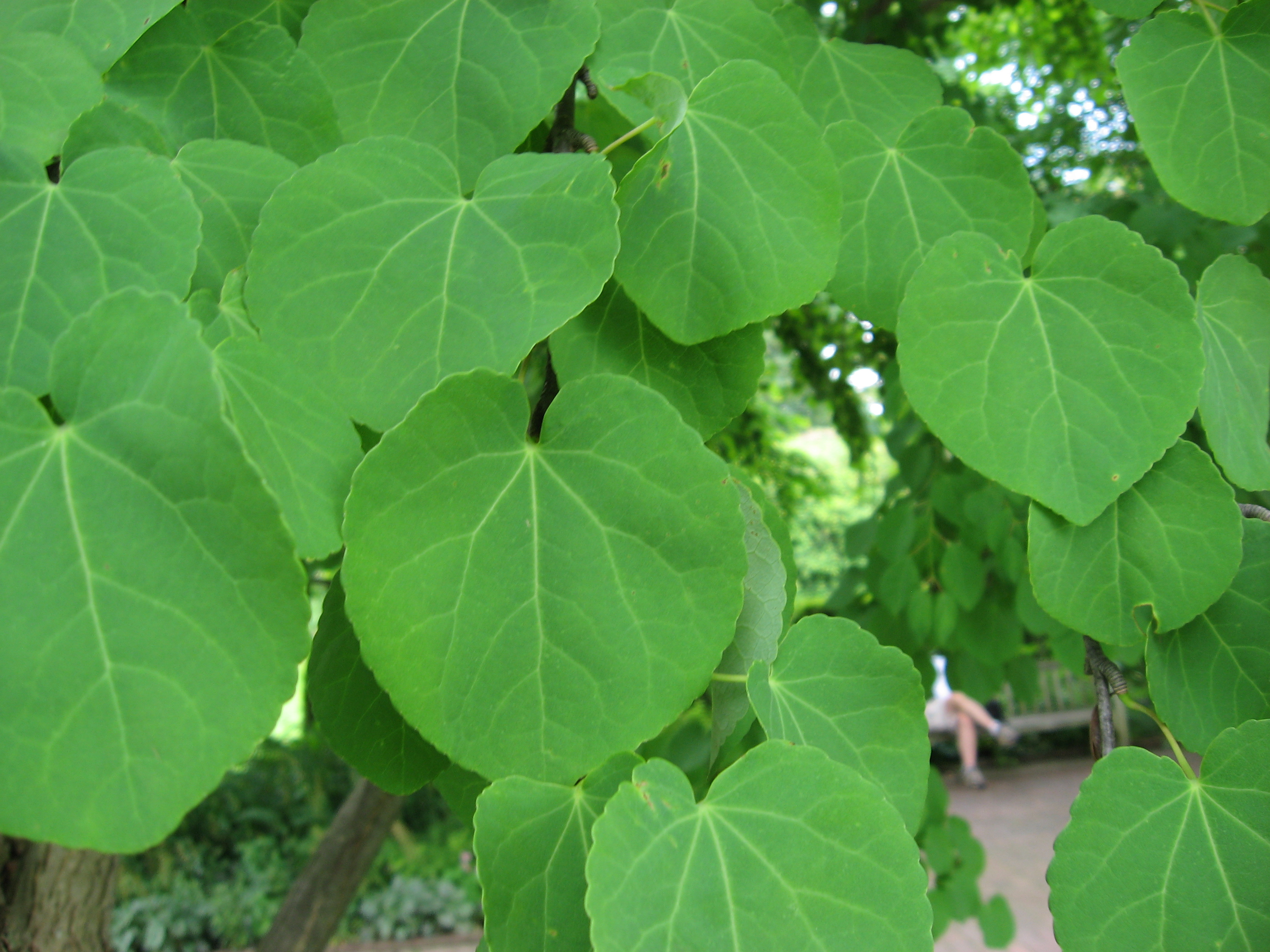
Liście w zbliżeniu
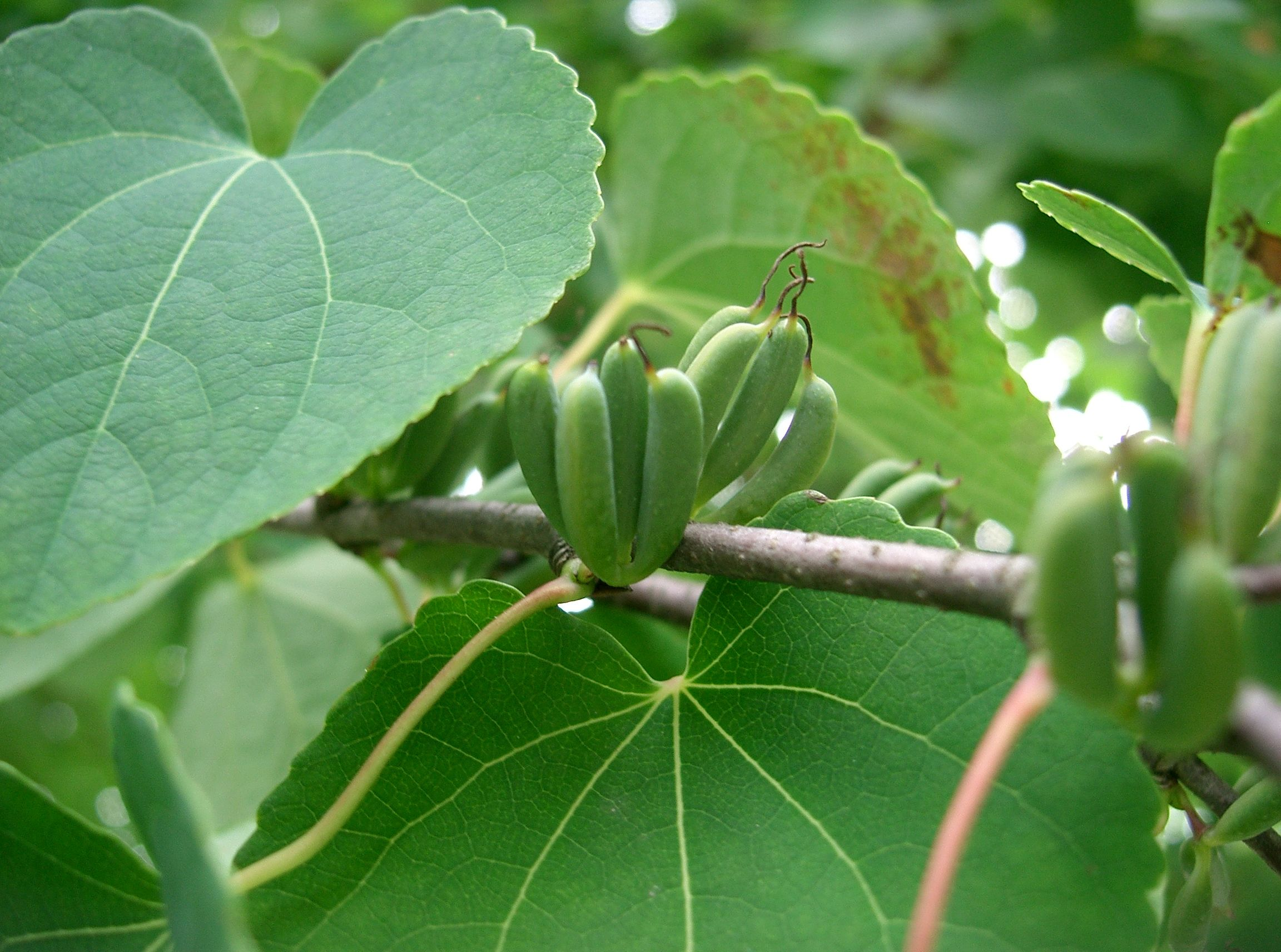
Owoce w postaci rożkowatych mieszków długości 2 cm
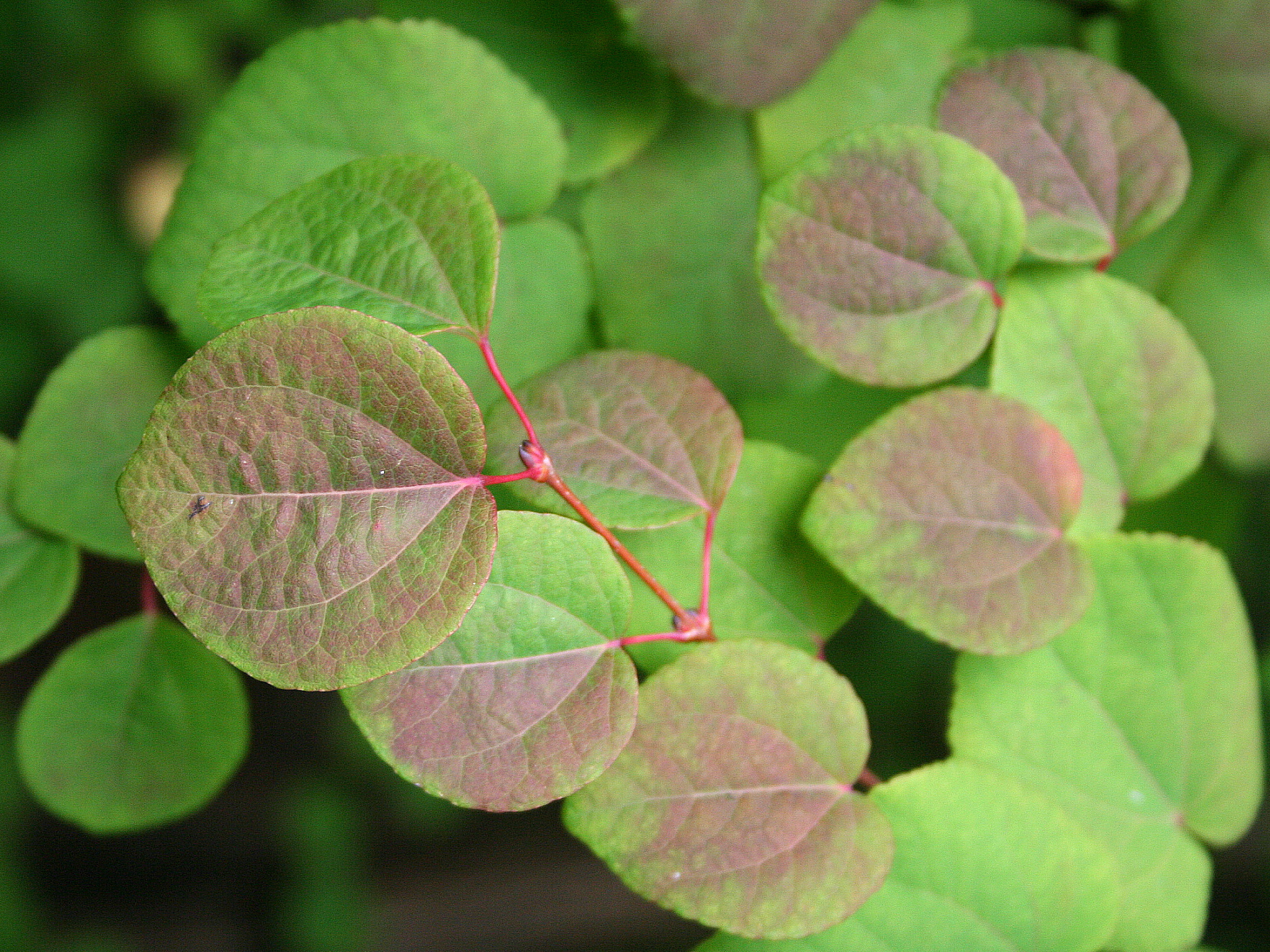
Przebarwione liście grujecznika
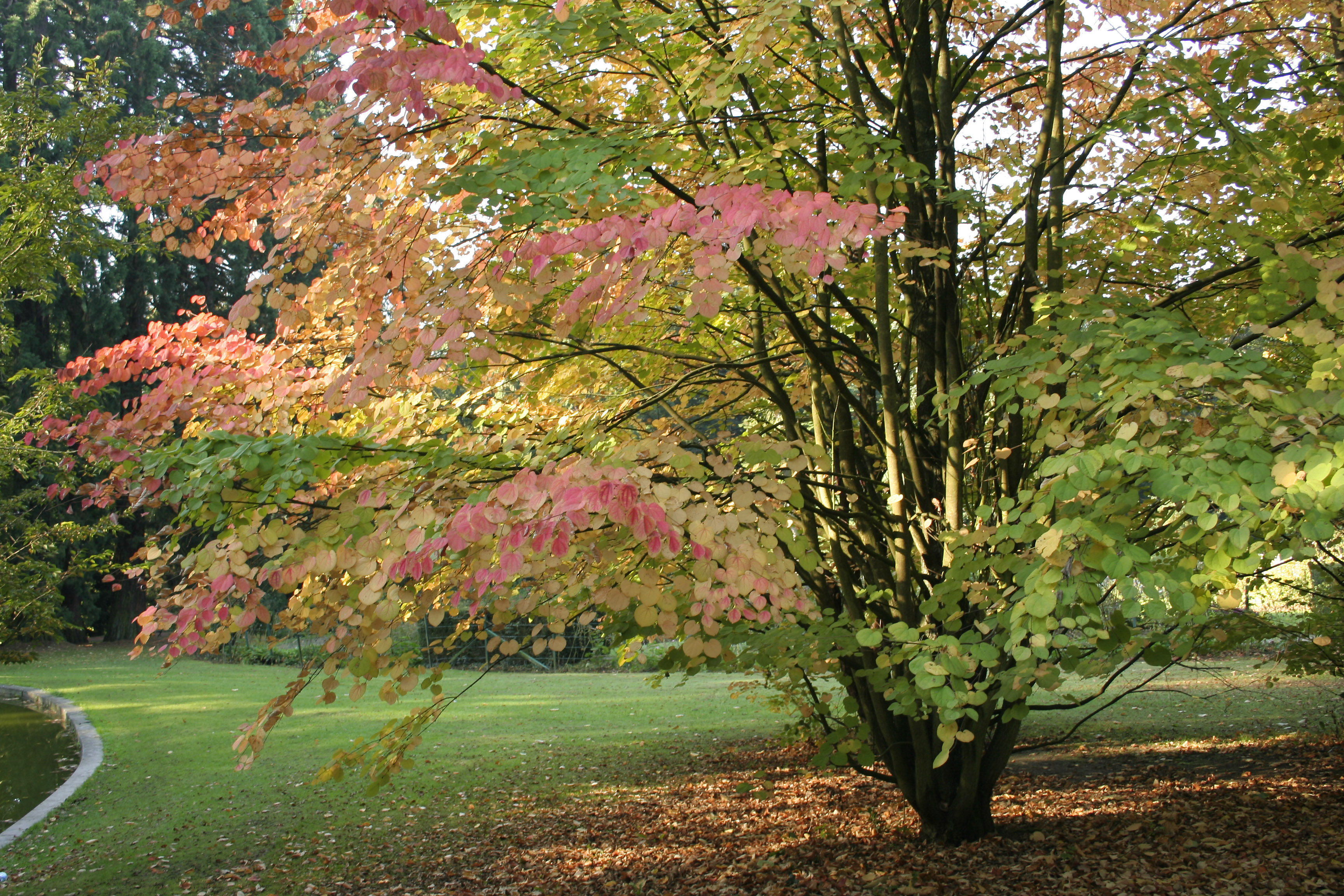
Młode drzewo w parku Mariemont w Belgii
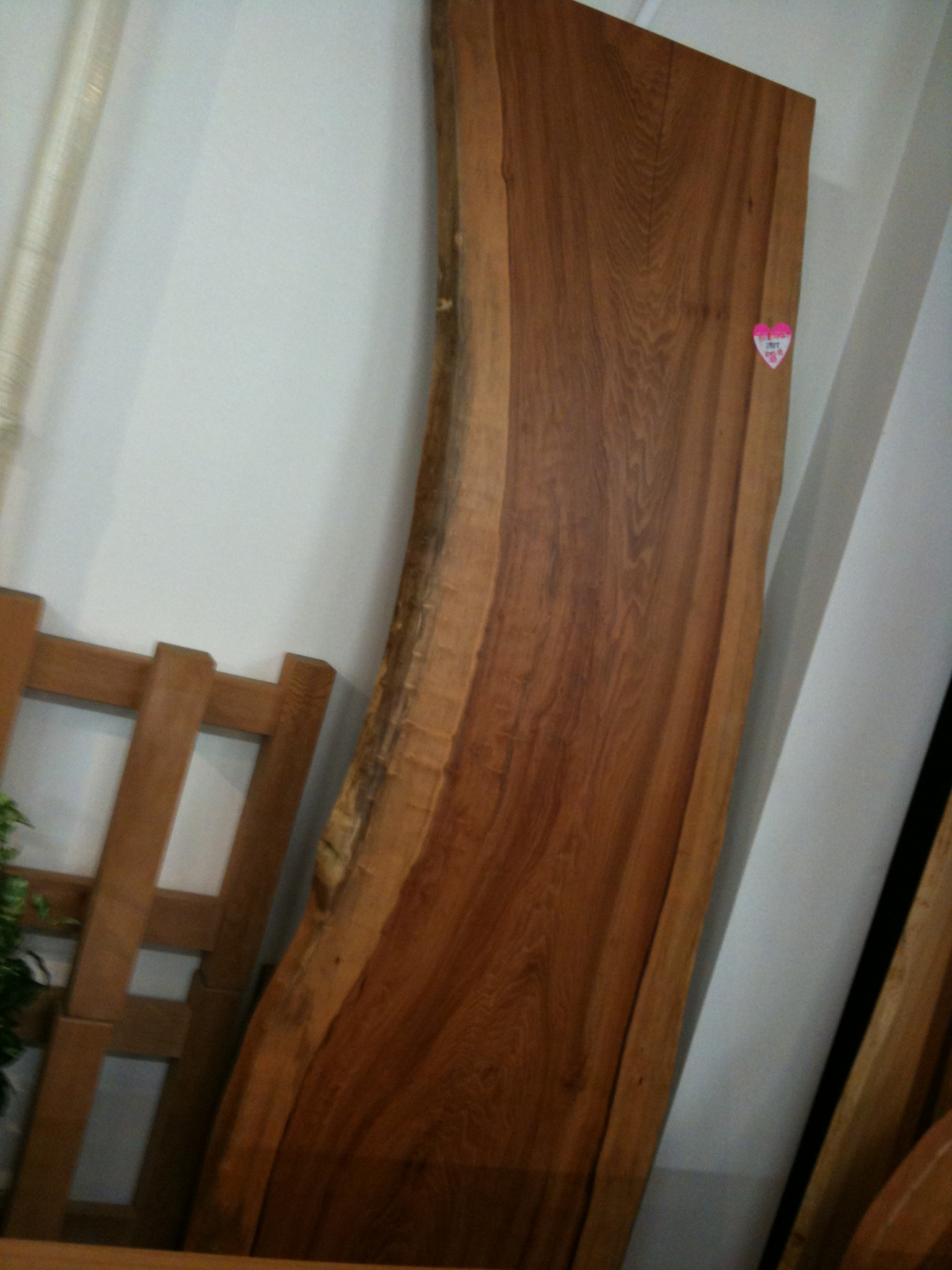
Drewno grujecznika